# Ronde van Frankrijk 2010/Startlijst
Dit artikel beschrijft de startlijst van de Ronde van Frankrijk 2010. In totaal staan er 198 renners aan de start, verdeeld over 22 ploegen.

## Overzicht

### Astana
| # | renner               | prestaties deze ronde                                 | opmerkingen | Eindklassering   |
| - | -------------------- | ----------------------------------------------------- | ----------- | ---------------- |
| 1 | Alberto Contador     | winnaar eindklassement                                |             | Goud · Gele trui |
| 2 | David de la Fuente   |                                                       |             |                  |
| 3 | Andrij Grivko        |                                                       |             |                  |
| 4 | Jesús Hernández      |                                                       |             |                  |
| 5 | Maksim Iglinski      |                                                       |             |                  |
| 6 | Daniel Navarro       |                                                       |             |                  |
| 7 | Benjamín Noval       |                                                       |             |                  |
| 8 | Paolo Tiralongo      |                                                       |             |                  |
| 9 | Aleksandr Vinokoerov | winnaar 13e etappe, strijdlustigste renner 12e etappe |             |                  |

ploegleider: Giuseppe Martinelli

### Team Saxo Bank
| #  | renner               | prestaties deze ronde                               | opmerkingen           | Eindklassering      |
| -- | -------------------- | --------------------------------------------------- | --------------------- | ------------------- |
| 11 | Andy Schleck         | Winnaar jongerenklassement winnaar 8e en 17e etappe |                       | Zilver · Witte trui |
| 12 | Matti Breschel       |                                                     |                       |                     |
| 13 | Fabian Cancellara    | winnaar proloog en 19 etappe                        |                       |                     |
| 14 | Jakob Fuglsang       |                                                     |                       |                     |
| 15 | Stuart O'Grady       |                                                     |                       |                     |
| 16 | Fränk Schleck        |                                                     | uitgevallen 3e etappe |                     |
| 17 | Chris Anker Sørensen |                                                     |                       |                     |
| 18 | Nicki Sørensen       |                                                     |                       |                     |
| 19 | Jens Voigt           |                                                     |                       |                     |

ploegleider: Bjarne Riis

### Team RadioShack
| #  | renner             | prestaties deze ronde | opmerkingen | Eindklassering |
| -- | ------------------ | --------------------- | ----------- | -------------- |
| 21 | Lance Armstrong    |                       |             |                |
| 22 | Janez Brajkovič    |                       |             |                |
| 23 | Chris Horner       |                       |             |                |
| 24 | Andreas Klöden     |                       |             |                |
| 25 | Levi Leipheimer    |                       |             |                |
| 26 | Dmitri Moeravjov   |                       |             |                |
| 27 | Sérgio Paulinho    | winnaar 10e etappe    |             |                |
| 28 | Jaroslav Popovytsj |                       |             |                |
| 29 | Grégory Rast       |                       |             |                |

ploegleider: Johan Bruyneel

### Team Sky
| #  | renner               | prestaties deze ronde             | opmerkingen            | Eindklassering |
| -- | -------------------- | --------------------------------- | ---------------------- | -------------- |
| 31 | Bradley Wiggins      |                                   |                        |                |
| 32 | Michael Barry        |                                   |                        |                |
| 33 | Steve Cummings       |                                   |                        |                |
| 34 | Juan Antonio Flecha  | strijdlustigste renner 13e etappe |                        |                |
| 35 | Simon Gerrans        |                                   | niet gestart 9e etappe |                |
| 36 | Edvald Boasson Hagen |                                   |                        |                |
| 37 | Thomas Lövkvist      |                                   |                        |                |
| 38 | Serge Pauwels        |                                   |                        |                |
| 39 | Geraint Thomas       |                                   |                        |                |

ploegleider: Sean Yates

### Liquigas
| #  | renner                 | prestaties deze ronde             | opmerkingen | Eindklassering |
| -- | ---------------------- | --------------------------------- | ----------- | -------------- |
| 41 | Ivan Basso             |                                   |             |                |
| 42 | Francesco Bellotti     |                                   |             |                |
| 43 | Kristjan Koren         |                                   |             |                |
| 44 | Roman Kreuziger        |                                   |             |                |
| 45 | Aljaksandr Koetsjynski |                                   |             |                |
| 46 | Daniel Oss             | strijdlustigste renner 18e etappe |             |                |
| 47 | Manuel Quinziato       |                                   |             |                |
| 48 | Sylwester Szmyd        |                                   |             |                |
| 49 | Brian Vandborg         |                                   |             |                |

ploegleider: Stefano Zanatta

### Garmin-Transitions
| #  | renner                | prestaties deze ronde               | opmerkingen             | Eindklassering |
| -- | --------------------- | ----------------------------------- | ----------------------- | -------------- |
| 51 | Christian Vande Velde |                                     | niet gestart 3e etappe  |                |
| 52 | Julian Dean           |                                     |                         |                |
| 53 | Tyler Farrar          |                                     | afgestapt 12e etappe    |                |
| 54 | Ryder Hesjedal        | strijdlustigste renner derde etappe |                         |                |
| 55 | Robert Hunter         |                                     | niet gestart 11e etappe |                |
| 56 | Martijn Maaskant      |                                     |                         |                |
| 57 | David Millar          |                                     |                         |                |
| 58 | Johan Vansummeren     |                                     |                         |                |
| 59 | David Zabriskie       |                                     |                         |                |

ploegleider: Matthew White

### Française des Jeux
| #  | renner              | prestaties deze ronde | opmerkingen | Eindklassering |
| -- | ------------------- | --------------------- | ----------- | -------------- |
| 61 | Christophe Le Mével |                       |             |                |
| 62 | Sandy Casar         | winnaar 9e etappe     |             |                |
| 63 | Rémy Di Grégorio    |                       |             |                |
| 64 | Anthony Geslin      |                       |             |                |
| 65 | Matthieu Ladagnous  |                       |             |                |
| 66 | Anthony Roux        |                       |             |                |
| 67 | Jérémy Roy          |                       |             |                |
| 68 | Wesley Sulzberger   |                       |             |                |
| 69 | Benoît Vaugrenard   |                       |             |                |

ploegleider: Thierry Bricaud

### Team Katusha
| #  | renner              | prestaties deze ronde | opmerkingen                                | Eindklassering |
| -- | ------------------- | --------------------- | ------------------------------------------ | -------------- |
| 71 | Vladimir Karpets    |                       | niet gestart 9e etappe                     |                |
| 72 | Pavel Broett        |                       |                                            |                |
| 73 | Sergej Ivanov       |                       |                                            |                |
| 74 | Aleksandr Kolobnev  |                       |                                            |                |
| 75 | Robbie McEwen       |                       |                                            |                |
| 76 | Alexandru Pliușchin |                       |                                            |                |
| 77 | Joaquim Rodríguez   |                       |                                            |                |
| 78 | Stijn Vandenbergh   |                       | uitgevallen 7e etappe (buiten tijdslimiet) |                |
| 79 | Edoeard Vorganov    |                       |                                            |                |

ploegleider: Serge Parsani

### Ag2r - La Mondiale
| #  | renner            | prestaties deze ronde            | opmerkingen           | Eindklassering |
| -- | ----------------- | -------------------------------- | --------------------- | -------------- |
| 81 | Nicolas Roche     |                                  |                       |                |
| 82 | Maxime Bouet      |                                  |                       |                |
| 83 | Dimitri Champion  | strijdlustigste renner 4e etappe |                       |                |
| 84 | Martin Elmiger    |                                  |                       |                |
| 85 | John Gadret       |                                  |                       |                |
| 86 | David Le Lay      |                                  | uitgevallen 3e etappe |                |
| 87 | Lloyd Mondory     |                                  |                       |                |
| 88 | Rinaldo Nocentini |                                  |                       |                |
| 89 | Christophe Riblon | winnaar 14e etappe               |                       |                |

ploegleider: Vincent Lavenu

### Cervélo Test Team
| #  | renner              | prestaties deze ronde | opmerkingen                | Eindklassering |
| -- | ------------------- | --------------------- | -------------------------- | -------------- |
| 91 | Carlos Sastre       |                       |                            |                |
| 92 | Xavier Florencio    |                       | niet gestart (startverbod) |                |
| 93 | Volodymyr Hoestov   |                       |                            |                |
| 94 | Jeremy Hunt         |                       |                            |                |
| 95 | Thor Hushovd        | winnaar 3e etappe     |                            |                |
| 96 | Andreas Klier       |                       |                            |                |
| 97 | Ignatas Konovalovas |                       |                            |                |
| 98 | Brett Lancaster     |                       |                            |                |
| 99 | Daniel Lloyd        |                       |                            |                |

ploegleider: Jean-Paul van Poppel

### Omega Pharma-Lotto
| #   | renner                | prestaties deze ronde                   | opmerkingen             | Eindklassering |
| --- | --------------------- | --------------------------------------- | ----------------------- | -------------- |
| 101 | Jurgen Van den Broeck |                                         |                         |                |
| 102 | Mario Aerts           | strijdlustigste renner 8e en 10e etappe |                         |                |
| 103 | Francis De Greef      |                                         |                         |                |
| 104 | Mickaël Delage        |                                         | uitgevallen 2e etappe   |                |
| 105 | Sebastian Lang        |                                         |                         |                |
| 106 | Matthew Lloyd         |                                         |                         |                |
| 107 | Daniel Moreno         |                                         |                         |                |
| 108 | Jürgen Roelandts      |                                         |                         |                |
| 109 | Charles Wegelius      |                                         | niet gestart 11e etappe |                |

ploegleider: Herman Frison

### Team HTC-Columbia
| #   | renner              | prestaties deze ronde                  | opmerkingen                   | Eindklassering |
| --- | ------------------- | -------------------------------------- | ----------------------------- | -------------- |
| 111 | Mark Cavendish      | winnaar 5e, 6e, 11e, 18e en 20e etappe |                               |                |
| 112 | Bernhard Eisel      |                                        |                               |                |
| 113 | Bert Grabsch        |                                        |                               |                |
| 114 | Adam Hansen         |                                        | niet gestart 2e etappe        |                |
| 115 | Tony Martin         |                                        |                               |                |
| 116 | Maxime Monfort      |                                        |                               |                |
| 117 | Mark Renshaw        |                                        | uit koers gezet na 11e etappe |                |
| 118 | Michael Rogers      |                                        |                               |                |
| 119 | Kanstantsin Siwtsow |                                        |                               |                |

ploegleider: Brian Holm

### BMC
| #   | renner             | prestaties deze ronde | opmerkingen               | Eindklassering |
| --- | ------------------ | --------------------- | ------------------------- | -------------- |
| 121 | Cadel Evans        |                       |                           |                |
| 122 | Alessandro Ballan  |                       |                           |                |
| 123 | Brent Bookwalter   |                       |                           |                |
| 124 | Marcus Burghardt   |                       |                           |                |
| 125 | Mathias Frank      |                       | niet gestart in 1e etappe |                |
| 126 | George Hincapie    |                       |                           |                |
| 127 | Karsten Kroon      |                       |                           |                |
| 128 | Steve Morabito     |                       |                           |                |
| 129 | Mauro Santambrogio |                       | uitgevallen 15e etappe    |                |

ploegleider: John Lelangue

### Quick·Step
| #   | renner              | prestaties deze ronde                                    | opmerkingen             | Eindklassering |
| --- | ------------------- | -------------------------------------------------------- | ----------------------- | -------------- |
| 131 | Sylvain Chavanel    | winnaar 2e en 7e etappe strijdlustigste renner 2e etappe |                         |                |
| 132 | Carlos Barredo      |                                                          |                         |                |
| 133 | Kevin De Weert      |                                                          |                         |                |
| 134 | Dries Devenyns      |                                                          |                         |                |
| 135 | Jérôme Pineau       | strijdlustigste renner 7e etappe                         |                         |                |
| 136 | Francesco Reda      |                                                          | Uitgevallen: 19e etappe |                |
| 137 | Kevin Seeldraeyers  |                                                          |                         |                |
| 138 | Jurgen Van De Walle |                                                          |                         |                |
| 139 | Maarten Wynants     | strijdlustigste renner 1e etappe                         |                         |                |

ploegleider: Wilfried Peeters

### Team Milram
| #   | renner              | prestaties deze ronde | opmerkingen            | Eindklassering |
| --- | ------------------- | --------------------- | ---------------------- | -------------- |
| 141 | Linus Gerdemann     |                       |                        |                |
| 142 | Gerald Ciolek       |                       |                        |                |
| 143 | Johannes Fröhlinger |                       |                        |                |
| 144 | Roger Kluge         |                       | niet gestart 9e etappe |                |
| 145 | Christian Knees     |                       |                        |                |
| 146 | Luke Roberts        |                       |                        |                |
| 147 | Thomas Rohregger    |                       |                        |                |
| 148 | Niki Terpstra       |                       | niet gestart 3e etappe |                |
| 149 | Fabian Wegmann      |                       |                        |                |

ploegleider: Ralf Grabsch

### Bbox Bouygues Télécom
| #   | renner           | prestaties deze ronde      | opmerkingen | Eindklassering |
| --- | ---------------- | -------------------------- | ----------- | -------------- |
| 151 | Thomas Voeckler  |                            |             |                |
| 152 | Yukiya Arashiro  |                            |             |                |
| 153 | Anthony Charteau | bolletjestrui na 9e etappe |             |                |
| 154 | Pierrick Fédrigo |                            |             |                |
| 155 | Cyril Gautier    |                            |             |                |
| 156 | Pierre Rolland   |                            |             |                |
| 157 | Matthieu Sprick  |                            |             |                |
| 158 | Sébastien Turgot |                            |             |                |
| 159 | Nicolas Vogondy  |                            |             |                |

ploegleider: Didier Rous

### Caisse d'Epargne
| #   | renner              | prestaties deze ronde            | opmerkingen | Eindklassering |
| --- | ------------------- | -------------------------------- | ----------- | -------------- |
| 161 | Luis León Sánchez   | strijdlustigste renner 9e etappe |             |                |
| 162 | Rui Costa           |                                  |             |                |
| 163 | Imanol Erviti       |                                  |             |                |
| 164 | José Iván Gutiérrez | strijdlustigste renner 5e etappe |             |                |
| 165 | Vasil Kiryjenka     |                                  |             |                |
| 166 | Christophe Moreau   |                                  |             |                |
| 167 | Mathieu Perget      | strijdlustigste renner 6e etappe |             |                |
| 168 | Rubén Plaza         |                                  |             |                |
| 169 | José Joaquín Rojas  |                                  |             |                |

ploegleider: Yvon Ledanois

### Cofidis
| #   | renner           | prestaties deze ronde             | opmerkingen            | Eindklassering |
| --- | ---------------- | --------------------------------- | ---------------------- | -------------- |
| 171 | Rein Taaramäe    |                                   | Uitgevallen 13e etappe |                |
| 172 | Stéphane Augé    | strijdlustigste renner 11e etappe |                        |                |
| 173 | Samuel Dumoulin  |                                   |                        |                |
| 174 | Julien El Fares  |                                   |                        |                |
| 175 | Christophe Kern  |                                   |                        |                |
| 176 | Sébastien Minard |                                   |                        |                |
| 177 | Amaël Moinard    |                                   |                        |                |
| 178 | Damien Monier    |                                   |                        |                |
| 179 | Rémi Pauriol     |                                   |                        |                |

ploegleider: Francis Van Londersele

### Euskaltel-Euskadi
| #   | renner         | prestaties deze ronde | opmerkingen            | Eindklassering |
| --- | -------------- | --------------------- | ---------------------- | -------------- |
| 181 | Samuel Sánchez |                       |                        |                |
| 182 | Iñaki Isasi    |                       |                        |                |
| 183 | Egoi Martínez  |                       |                        |                |
| 184 | Juan José Oroz |                       | niet gestart 7e etappe |                |
| 185 | Alan Pérez     |                       |                        |                |
| 186 | Rubén Pérez    |                       |                        |                |
| 187 | Amets Txurruka |                       | niet gestart 5e etappe |                |
| 188 | Iván Velasco   |                       |                        |                |
| 189 | Gorka Verdugo  |                       |                        |                |

ploegleider: Igor Gonzalez de Galdeano

### Rabobank
| #   | renner             | prestaties deze ronde | opmerkingen             | Eindklassering |
| --- | ------------------ | --------------------- | ----------------------- | -------------- |
| 191 | Denis Mensjov      |                       |                         | Brons          |
| 192 | Lars Boom          |                       |                         |                |
| 193 | Óscar Freire       |                       |                         |                |
| 194 | Juan Manuel Gárate |                       |                         |                |
| 195 | Robert Gesink      |                       |                         |                |
| 196 | Koos Moerenhout    |                       |                         |                |
| 197 | Grischa Niermann   |                       |                         |                |
| 198 | Bram Tankink       |                       | niet gestart 16e etappe |                |
| 199 | Maarten Tjallingii |                       |                         |                |

ploegleider: Adri van Houwelingen

### Lampre
| #   | renner              | prestaties deze ronde   | opmerkingen            | Eindklassering |
| --- | ------------------- | ----------------------- | ---------------------- | -------------- |
| 201 | Damiano Cunego      |                         |                        |                |
| 202 | Grega Bole          |                         |                        |                |
| 203 | Mauro Da Dalto      |                         |                        |                |
| 204 | Francesco Gavazzi   |                         |                        |                |
| 205 | Danilo Hondo        |                         |                        |                |
| 206 | Mirco Lorenzetto    |                         |                        |                |
| 207 | Adriano Malori      |                         |                        |                |
| 208 | Alessandro Petacchi | winnaar 1e en 4e etappe |                        |                |
| 209 | Simon Špilak        |                         | uitgevallen 17e etappe |                |

ploegleider: Maurizio Piovani

### Footon-Servetto
| #   | renner               | prestaties deze ronde | opmerkingen             | Eindklassering |
| --- | -------------------- | --------------------- | ----------------------- | -------------- |
| 211 | Eros Capecchi        |                       |                         |                |
| 212 | José Alberto Benitez |                       |                         |                |
| 213 | Manuel Cardoso       |                       | niet gestart 1e etappe  |                |
| 214 | Arkaitz Durán        |                       |                         |                |
| 215 | Markus Eibegger      |                       | uitgevallen 9e etappe   |                |
| 216 | Fabio Felline        |                       | niet gestart 9e etappe  |                |
| 217 | Iban Mayoz           |                       | niet gestart 16e etappe |                |
| 218 | Aitor Pérez          |                       |                         |                |
| 219 | Rafael Valls         |                       |                         |                |

ploegleider: Jose Antonio Fernandez

## Deelnemers per land
| Deelnemers | Land                                                                                             |
| ---------- | ------------------------------------------------------------------------------------------------ |
| 35         | Frankrijk                                                                                        |
| 32         | Spanje                                                                                           |
| 17         | Italië                                                                                           |
| 15         | Duitsland                                                                                        |
| 13         | België                                                                                           |
| 11         | Australië                                                                                        |
| 8          | Nederland, Verenigd Koninkrijk, Verenigde Staten                                                 |
| 6          | Rusland                                                                                          |
| 5          | Denemarken, Zwitserland                                                                          |
| 4          | Slovenië                                                                                         |
| 3          | Kazachstan, Oekraïne, Oostenrijk, Portugal, Wit-Rusland                                          |
| 2          | Canada, Luxemburg, Noorwegen                                                                     |
| 1          | Estland, Ierland, Japan, Litouwen, Moldavië, Nieuw-Zeeland, Polen, Tsjechië, Zuid-Afrika, Zweden |

Proloog · 
1e etappe ·
2e etappe ·
3e etappe ·
4e etappe ·
5e etappe ·
6e etappe ·
7e etappe ·
8e etappe ·
9e etappe ·
10e etappe ·
11e etappe ·
12e etappe ·
13e etappe ·
14e etappe ·
15e etappe ·
16e etappe ·
17e etappe ·
18e etappe ·
19e etappe ·
20e etappe
Startlijst · Eindstanden · Afbeeldingen